# گلادیس آکپا
گلادیس آکپا (انگلیسی: Gladys Akpa؛ زادهٔ ۱ ژانویهٔ ۱۹۸۶) بازیکن فوتبال اهل نیجریه است.
وی همچنین در تیم ملی فوتبال زنان نیجریه بازی کرده‌است.